# أسرع (فلم 2010)
أسرع  (بالإنجليزية: Faster) هو فيلم حركة تم إنتاجه في الولايات المتحدة وصدر في سنة 2010. من بطولة دوين جونسون وبيلي بوب ثورنتون.

## القصة
تاريخ العرض: 1 ديسمبر 2010 (الولايات المتحدة) (المزيد)
يتحدث الفيلم عن محتال سابق (جونسون) خرج لتوه من السجن، ويطالب بالثأر لمقتل شقيقه بعد أن تم خيانتهما في عملية سرقة منذ عدة سنوات، وخلال محاولته لتنفيذ مهمته يتم تعقبه من قبل شرطي مخضرم (ثورنتون) ذو التاريخ الإجرامي في سجل مهنته، ويحمل في جعبته العديد من الأسرار
إخراج: جورج تيلمان جونيور

## الميزانية والإيرادات
بلغت تكلفة إنتاج الفيلم حوالي 24 مليون دولار بينما حقق أرباحا تقدر بـ 52,626,443 دولار.

## وصلات خارجية
- مقالات تستعمل روابط فنية بلا صلة مع ويكي بيانات